# The Westerner and the Earl
The Westerner and the Earl er en amerikansk stumfilm fra 1911.